# Église Saint-Étienne de Corbeil-Essonnes
Pour les articles homonymes, voir Église Saint-Étienne.
L'église Saint-Étienne est une église paroissiale, consacrée au martyr Étienne, située dans la commune française de Corbeil-Essonnes et le département de l'Essonne.

## Situation
L'église est située sur le territoire de l'ancienne commune d'Essonnes, sur la rive gauche de la rivière l'Essonne, en bordure de l'ancienne route de Paris, aussi appelée route nationale 7.

## Histoire
L'existence de l'église Saint-Étienne d'Essonnes semble remonter au Xe siècle puisqu'elle fut citée par Suger de Saint-Denis en 1121 comme officiant depuis deux cents ans. Sous le règne de Louis VI, elle était la propriété d'Anseau de Garlande, elle fut ensuite cédée au prieuré de Gournay-sur-Marne puis à l'abbaye de Cluny.
La base du clocher et le portail ont été construits au XIe siècle, au XIIIe siècle fut élevé le chœur de l'église actuelle avec le rehaussement du clocher.
En 1628, une explosion du moulin à poudre d'Essonnes endommagea l'église.
Sous le Second Empire, le chœur fut restauré. L'édifice fut classé au titre des monuments historiques le 25 mars 1930. La cloche en bronze de 1784 fut classée aux monuments historiques le 27 avril 1944.
Le jeudi 10 mars 2011 est révélée la découverte d'une fresque qui daterait du XVe siècle, à l'occasion de travaux de rénovation. Selon les premiers sondages effectués, la fresque de couleur rouge et ocre s’étale sur une surface de 300 m2. Les Monuments historiques évoquent une « découverte exceptionnelle d’envergure nationale ». Cette fresque, représentant des anges musiciens, a été mise au jour sur la voûte intérieure de cette église, derrière un crépi qui a été retiré.

## Description
Le portail et la base du clocher, située au centre de la façade nord de l'édifice, sont les seuls parties subsistantes de l'édifice du XIIe siècle. Le chœur à chevet plat fut construit au XIIIe siècle avec trois vaisseaux, il est enserré par deux bas-côtés, la nef à vaisseau unique sans transept date en partie du XIIe siècle.
Une toile représentant la lapidation de Saint Étienne décore l'édifice religieux.
Des traces de peinture du XVe siècle sont encore présentes sur la charpente. Une fresque datée du XVe siècle a été mise à jour sur le plafond de l'église. Cette peinture, rouge et ocre, représente notamment des anges musiciens, qui accompagnent une scène plus vaste, probablement un jugement dernier. L’œuvre pourrait couvrir toute la voûte de la nef et du chœur, voire descendre le long des murs. L’œuvre, endommagée lors de travaux au XVIIIe ou au XIXe siècle, va faire l'objet d'une restauration par les monuments historiques.

## Galerie

Sélection de vues de l'église Saint-Étienne de Corbeil-Essonnes
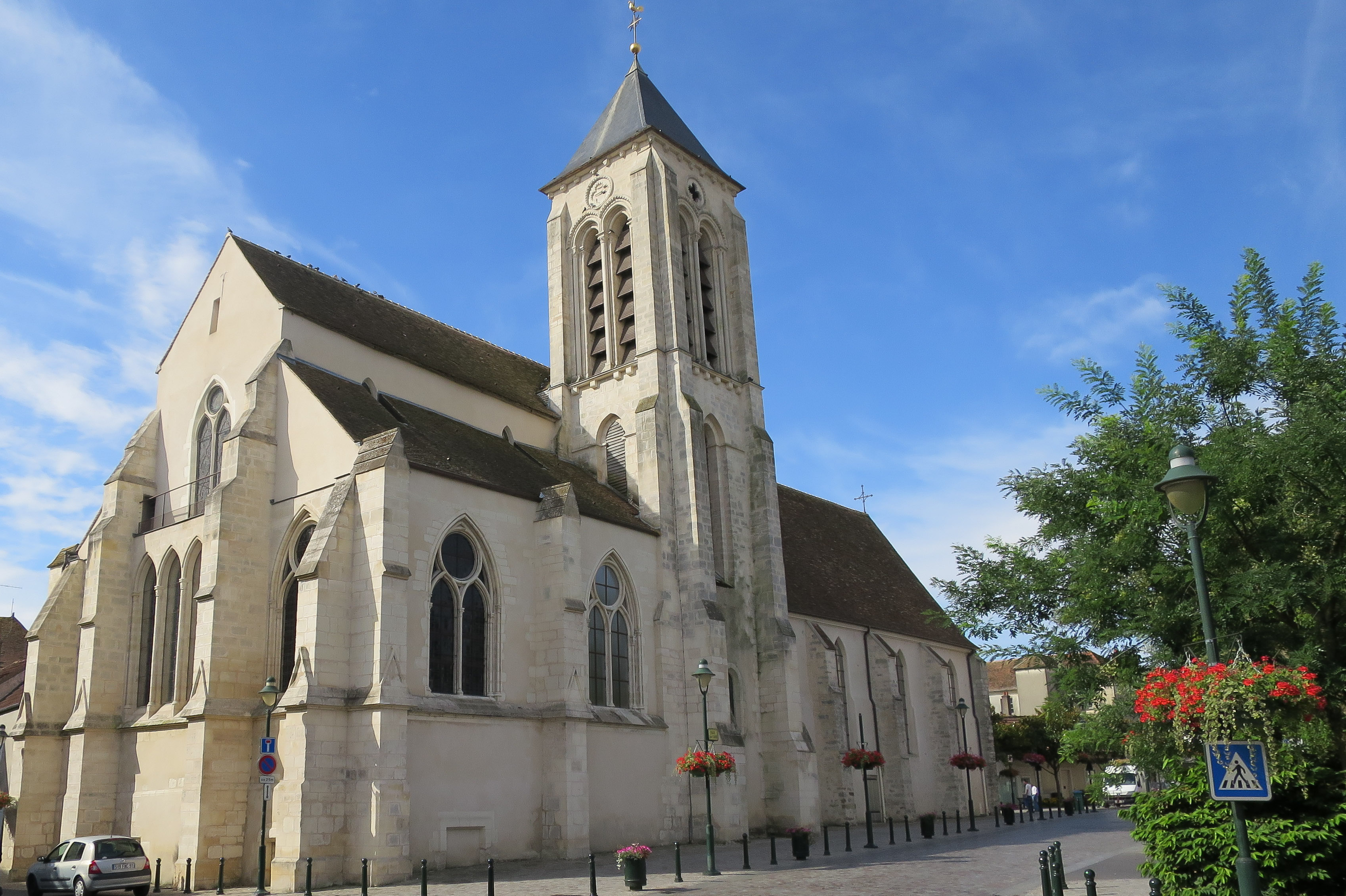
Le chevet et le bas-côté nord.
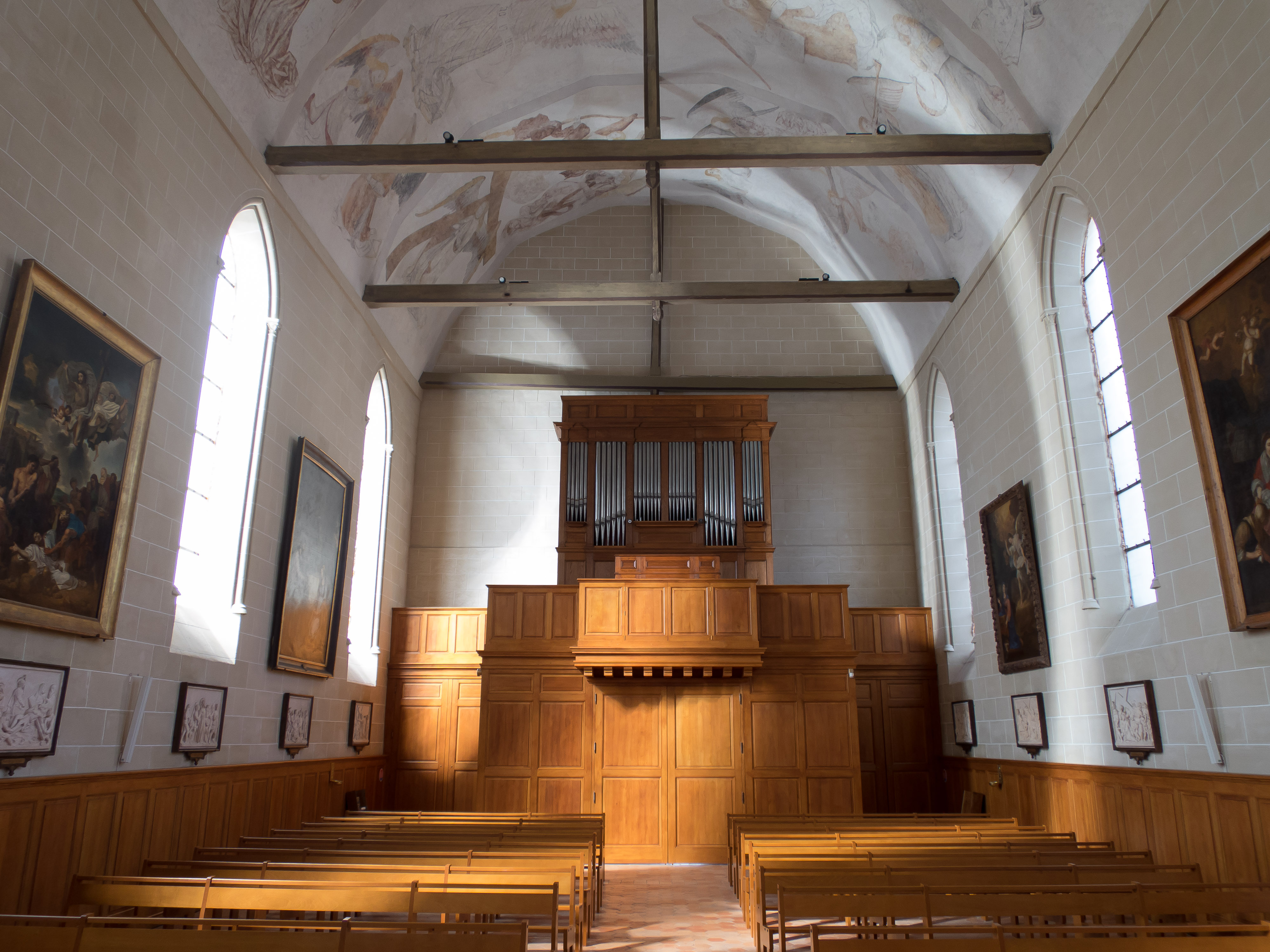
La tribune et l'orgue.
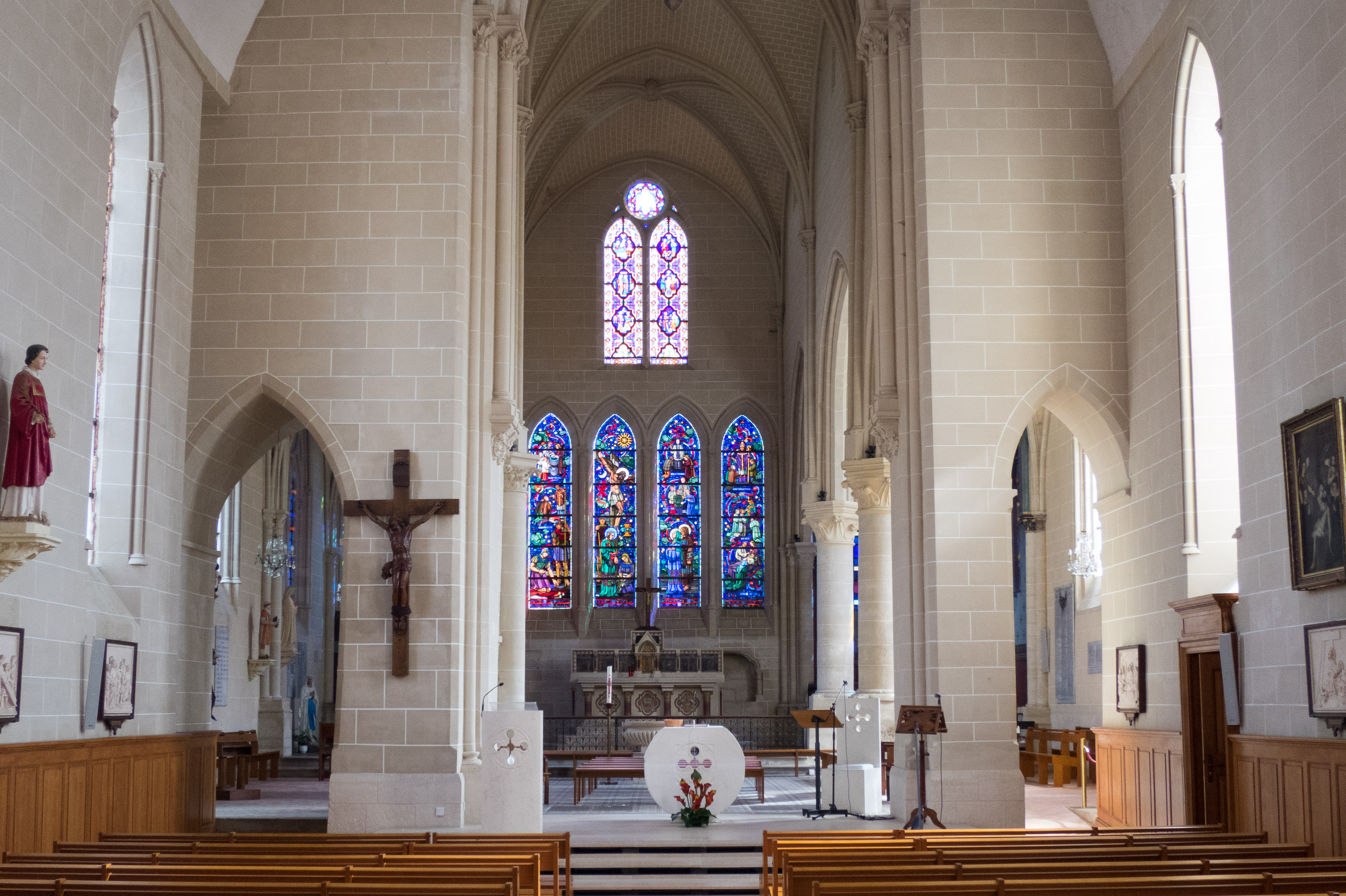
Le chœur.
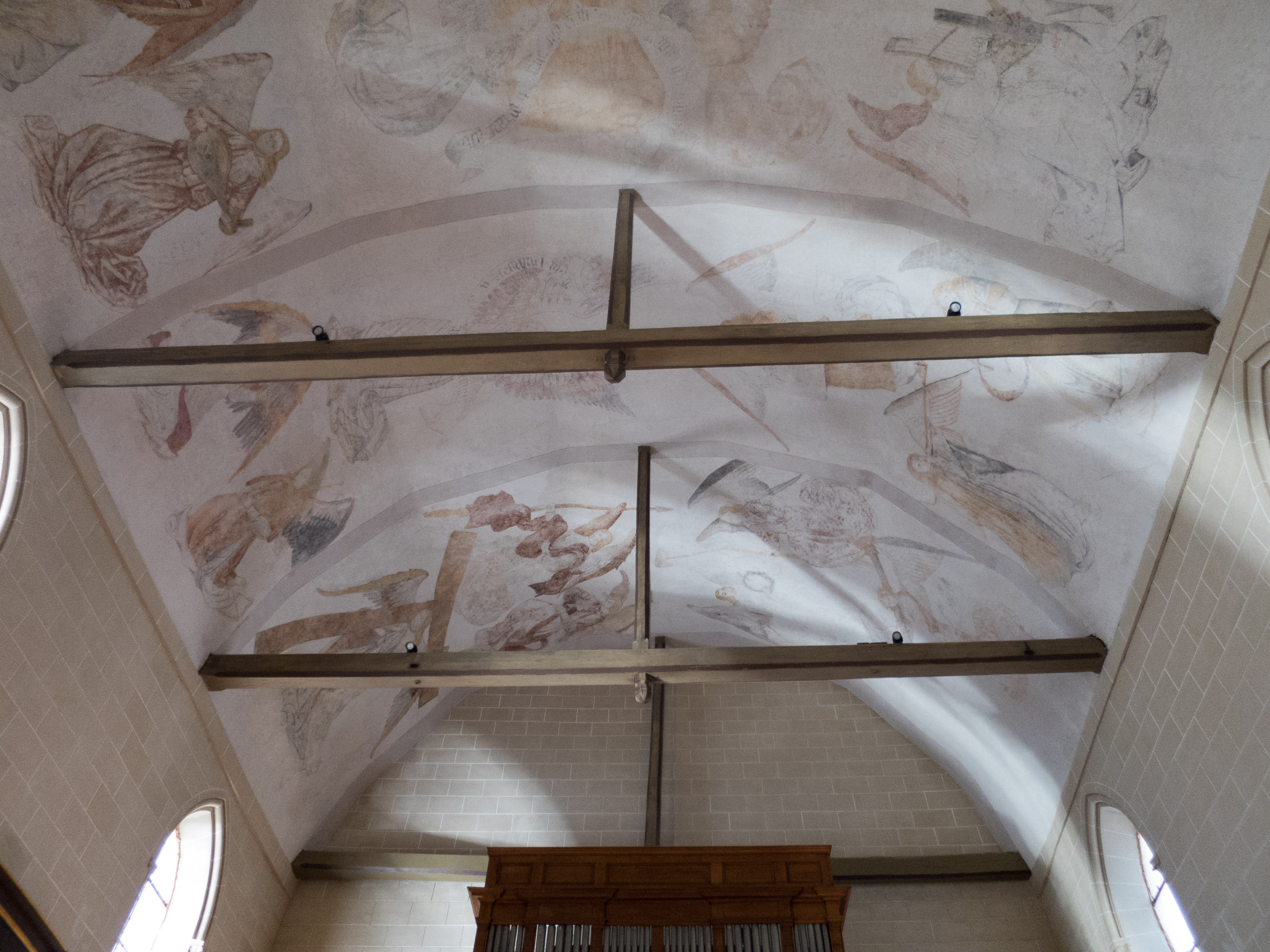
La voûte de la nef.